# Asturlleonès oriental
Asturlleonès oriental és una variant de l'asturlleonès que comparteix algunes característiques amb el muntanyès de Cantàbria, constitueix un estadi més pròxim al castellà, amb característiques que antigament existiren en aquesta última llengua.
L'asturià oriental fa les "f-" llatines en forma d'hac aspirada, representada com a "h", els plurals femenins en "-as" com el dialecte occidental a la meitat est, també palatalitza la "l-" inicial llatina com "ll-", i posseïx així mateix el neutre de matèria, encara que la desinència del neutre no és "-o", sinó "-u": l'home vieyu, la muyer vieya, la xente xoven, la xente vieyu, lo vieyu, la lleche cuayáu, la ropa suciu, la ḥayuela bienḥechu.